# Belgien beim Junior Eurovision Song Contest
Teilnehmende Rundfunkanstalt
 (2003–2005)

Erste Teilnahme
2003
Bisher letzte Teilnahme
2012
Anzahl der Teilnahmen
10 (Stand 2012)
Höchste Platzierung
4 (2009)
Höchste Punktzahl
113 (2009)
Niedrigste Punktzahl
19 (2007)
Punkteschnitt (seit erstem Beitrag)
62,80 (Stand 2012)
Punkteschnitt pro abstimmendem Land im 12-Punkte-System
3,94 (Stand 2012)
Dieser Artikel befasst sich mit der Geschichte Belgiens als Teilnehmer am Junior Eurovision Song Contest.

## Vorentscheide
Ursprünglich war ein jährliches Rotationsprinzip zwischen dem RTBF (Wallonien) und VRT (Flandern) geplant, so wie es auch beim Eurovision Song Contest praktiziert wird. So stellte der VRT den Beitrag von 2003, im Folgejahr war der RTBF am Zug. Als der Wettbewerb 2005 im belgischen Hasselt stattfand, trugen beide Sender einen gemeinsamen Vorentscheid aus, der Wettbewerb wurde ebenfalls von beiden Sendern gestaltet.
Danach zog sich der wallonische RTBF aber mangels Interesse vom Wettbewerb zurück, seitdem war der flämische VRT alleine für die belgischen Beiträge zum JESC zuständig. Seitdem wurde alljährlich der Vorentscheid Junior Eurosong ausgetragen. Bis einschließlich 2009 lief dieser auf één, 2010 zog er zum Kindersender Ketnet. Dadurch wurden nunmehr alle belgischen Beiträge auf Niederländisch gesungen, obwohl es beim Vorentscheid auch mehrere Lieder gab, die (teilweise) auf Französisch gesungen wurden.
Im Laufe der Jahre wurde der Auswahlmodus oft verändert, meistens gab es dabei mehrere Vorrunden, den Sieger machten sowohl eine Jury als auch die Zuschauer aus. Besonders erwähnenswert ist der Modus von Junior Eurosong 2009: Dabei wurden von allen angetretenen Beiträgen jeweils zwei Versionen aufgenommen und vorgetragen. In den Vorrunden wurde auch die Version gewählt, die im Fall des Sieges Belgien beim JESC repräsentieren soll. Vom siegreichen Beitrag Zo verliefd gab es neben der Yodelo-Variante noch eine Classico-Variante ohne Jodeln, beim JESC trat Laura Omloop mit der gejodelten Version auf.
2013 zog sich der VRT vom Junior Eurovision Song Contest zurück. Als Grund gab man das gesunkene Interesse des internationalen Wettbewerbs an. Da der Vorentscheid dagegen sehr beliebt war, entwickelte man aus Junior Eurosong ein neues, vom JESC unabhängiges Casting-Format für Kinder.
Die Popularität des Vorentscheids führte dazu, dass die dazugehörigen Alben in den flämischen Charts oft hohe Positionen eingenommen haben. Das Album zu Eurosong For Kids war 2003 sogar das bestverkaufte Album in den flämisch-belgischen Jahrescharts. Aber auch 2007, 2009 und 2010 erreichten die damaligen Alben zu Junior Eurosong Platz 1, ebenso der belgische Beitrag von 2006, Een tocht door het donker. Im frankophonen Belgien waren die Alben jedoch weniger erfolgreich.

## Teilnahme am Wettbewerb

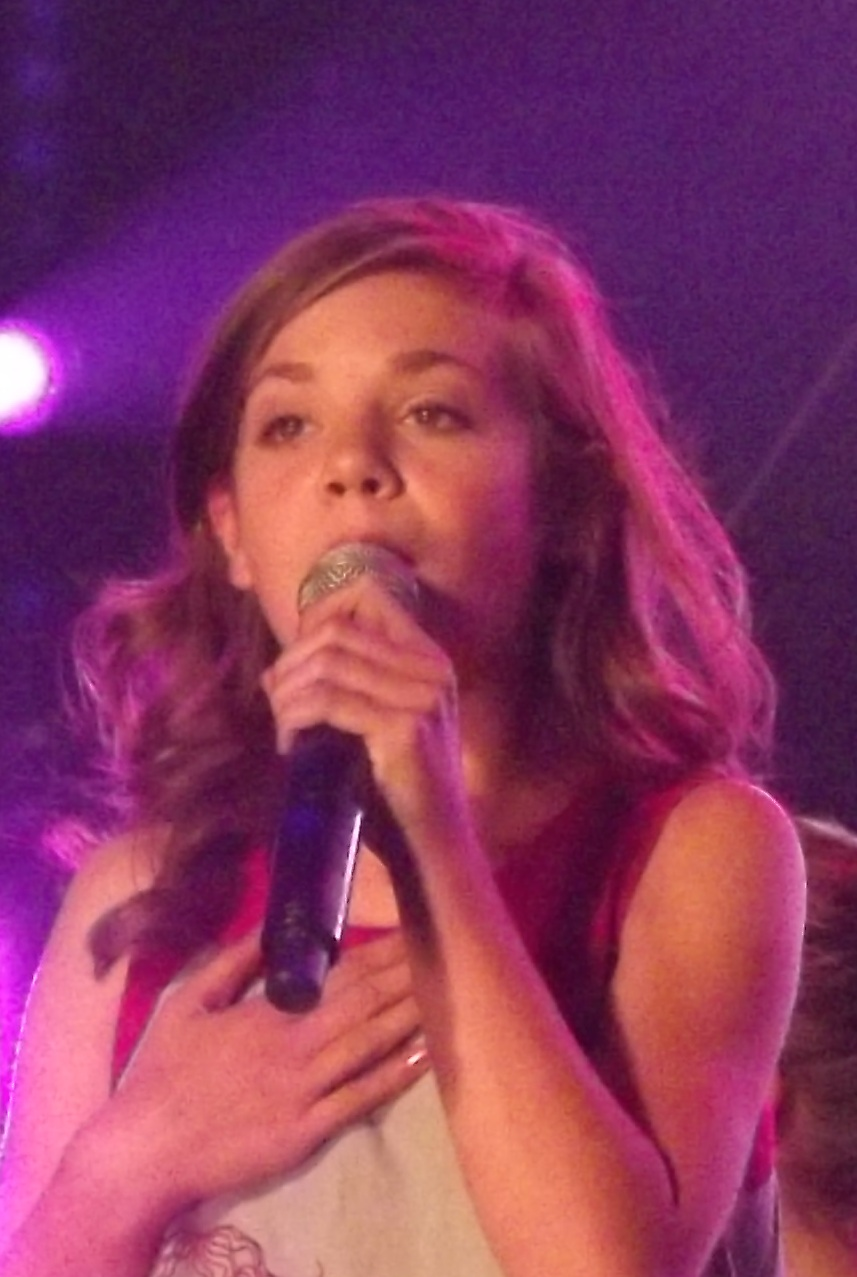
Laura wurde 2009 Vierte

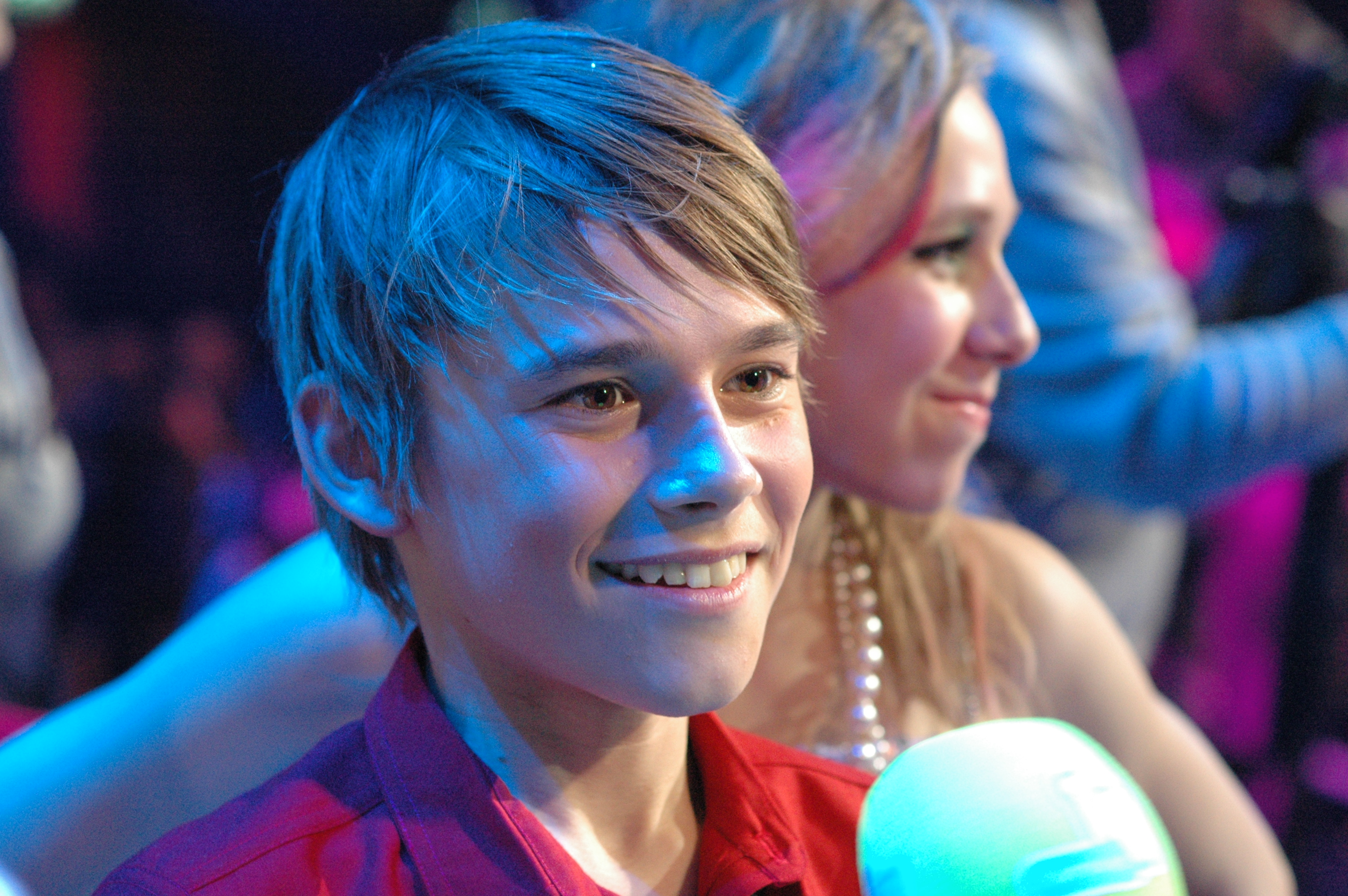
Fabian, der derzeit letzte belgische Interpret beim JESC

Belgien nahm 2003 zum ersten Mal am JESC teil und seitdem jedes Jahr bis einschließlich 2012. Zwar reichte es nie zu einer Platzierung unter den ersten Drei, doch belegte man 2009 den vierten Platz mit nur acht Punkten Rückstand zu den Siegern aus den Niederlanden sowie einen fünften Platz 2012. 2013 und 2014 setzte Belgien aus, obwohl man bis dahin eines von nur drei Ländern war, das immer teilgenommen hatte. Auch 2015 wird VRT nicht zurückkehren. RTBF aus Wallonien ist auch nicht an einer Teilnahme interessiert.

## Liste der Beiträge
| Jahr      | Interpret                | Titel (Musik / Text)                                                      | Sprache                  | Übersetzung                | Platz Teilnehmer (gesamt) | Punkte                   |
| --------- | ------------------------ | ------------------------------------------------------------------------- | ------------------------ | -------------------------- | ------------------------- | ------------------------ |
| 2003      | X!NK                     | De vriendschapsband (Roel Felius)                                         | Niederländisch           | Das Band der Freundschaft  | 06 / 16                   | 83                       |
| 2004      | Free Spirits             | Accroche-toi (Free Spirits)                                               | Französisch              | Warte ab                   | 10 / 18                   | 37                       |
| 2005      | Lindsay                  | Mes rêves (Lindsay Daenen)                                                | Französisch              | Meine Träume               | 10 / 16                   | 63                       |
| 2006      | Thor!                    | Een tocht door het donker (Thor Salden)                                   | Niederländisch           | Eine Reise durch die Nacht | 07 / 15                   | 71                       |
| 2007      | Trust                    | Anders (Trust)                                                            | Niederländisch           | Anders                     | 15 / 17                   | 19                       |
| 2008      | Oliver                   | Shut Up! (Oliver Symons)                                                  | Niederländisch           | Halt den Mund!             | 11 / 15                   | 45                       |
| 2009      | Laura Omloop             | Zo verliefd (Yodelo) (L. Omloop, M. Wiels, P. Gillis, A. Vande Putte)     | Niederländisch           | So verliebt (Jodelo)       | 04 / 13                   | 113                      |
| 2010      | Jill & Lauren            | Get Up! (J. Van Vooren, L. De Ruyck, M. Wiels, P. Gillis, A. Vande Putte) | Niederländisch, Englisch | Steh auf!                  | 07 / 14                   | 61                       |
| 2011      | Femke                    | Een kusje meer (F. Verschueren, P. Gillis, V. Goeminne)                   | Niederländisch           | Noch ein Kuss              | 07 / 13                   | 64                       |
| 2012      | Fabian                   | Abracadabra (F. Feyaerts, S. Fernande, J. Swinnen)                        | Niederländisch           | -                          | 05 / 12                   | 72                       |
| seit 2013 | Auf Teilnahme verzichtet | Auf Teilnahme verzichtet                                                  | Auf Teilnahme verzichtet | Auf Teilnahme verzichtet   | Auf Teilnahme verzichtet  | Auf Teilnahme verzichtet |

## Ausgetragene Wettbewerbe
| Jahr | Stadt   | Austragungsort | Moderation                      |
| ---- | ------- | -------------- | ------------------------------- |
| 2005 | Hasselt | Ethias Arena   | Maureen Louys & Marcel Vanthilt |

## Punktevergabe
Folgende Länder erhielten die meisten Punkte von oder vergaben die meisten Punkte an Belgien:
| Die meisten vergebenen Punkte | Die meisten vergebenen Punkte | Die meisten vergebenen Punkte |
| Platz                         | Land                          | Punkte                        |
| ----------------------------- | ----------------------------- | ----------------------------- |
| 1                             | Niederlande                   | 98                            |
| 2                             | Armenien                      | 52                            |
| 3                             | Russland                      | 47                            |
| 4                             | Schweden                      | 46                            |
| 5                             | Spanien                       | 39                            |
| 5                             | Belarus                       | 39                            |

| Die meisten erhaltenen Punkte | Die meisten erhaltenen Punkte | Die meisten erhaltenen Punkte |
| Platz                         | Land                          | Punkte                        |
| ----------------------------- | ----------------------------- | ----------------------------- |
| 1                             | Niederlande                   | 97                            |
| 2                             | Nordmazedonien                | 37                            |
| 3                             | Schweden                      | 36                            |
| 4                             | Malta                         | 32                            |
| 5                             | Belarus                       | 28                            |

Stand: 2012

## Sonstiges
- Belgien erhielt die meisten Punkte von den niederländischen Nachbarn. Umgekehrt gab Belgien auch die meisten Punkte an die Niederlande.
- 2009 belegte Belgien zwar den vierten Platz mit acht Punkten Rückstand zu den Niederlanden, doch erhielten sie am häufigsten die Höchstpunktzahl von 12 Punkten, insgesamt viermal. Die Niederlande erhielten die Höchstwertung nur dreimal.